# Symphurus marginatus
Symphurus marginatus är en fiskart som först beskrevs av Goode och Bean, 1886.  Symphurus marginatus ingår i släktet Symphurus och familjen Cynoglossidae. Inga underarter finns listade i Catalogue of Life.